# Canal Panda
A Canal Panda portugál fizetős televíziós csatorna, az első, amelyet 6–14 éves gyerekeknek szánt műsoroknak, főleg animációs sorozatoknak szenteltek. A csatornát 1996-ban alapították Panda Club néven Spanyolországban és Portugáliában, de a nevét 1997-ben Canal Pandára változtatták. 2001-ben a csatornát Spanyolországban bezárták, így a portugál piacra összpontosított. 2011-ben újraindították Spanyolországban, majd 2022-ben újra bezárták.
A Canal Panda jelenleg a Dreamia tulajdonában van, amely az AMC Networks International Iberia és a NOS vegyesvállalata. Jelenleg a Canal Panda portugál óvodás korosztálynak szóló csatorna, amely 3-8 éves korosztálynak sugároz.

## Történet
A Canal Panda 1996. április 1-jén kezdte meg működését Panda Club néven a spanyol és portugál kábelszolgáltatóknál. 1997 márciusában a csatorna megkapta jelenlegi nevét. A csatorna spanyolországi bezárását követően 2001 januárjában a csatorna kizárólag a portugál piacot célozta meg.
Kevesebb mint egy évvel azután, hogy kizárólagos portugáliai lett, a csatorna nemzeti tartalmat kezdett előállítani, amelyet gyakran mutattak be a műsorok között. 2001 decemberében a csatorna bemutatta a Panda Sportot (amely a 2000-es évek közepéig volt adásban), mint első nemzeti produkcióját.
2002-ben a csatorna napi átlaga meghaladta a 10 000 nézőt. Sikerének nagy része annak köszönhető, hogy a japán animéket főként a főműsoridőben mutatták be (20:30 és 21:30 között).